# La Barthe-de-Neste
La Barthe-de-Neste é uma comuna francesa na região administrativa de Occitânia, no departamento dos Altos Pirenéus. Estende-se por uma área de 7,62 km². Em 2010 a comuna tinha 1 255 habitantes (densidade: 164,7 hab./km²).